# Стивенс, Эдвард
Эдвард Гленистер «Эд» Стивенс, мл. (англ. Edward Glenister "Ed" Stevens, Jr., 15 сентября 1932, Сент-Луис, штат Миссури, США — 9 июня 2013, Тусон, штат Аризона, США) — американский гребец, чемпион летних Олимпийских игр в Хельсинки (1952) в гребле академической (восьмёрка).

## Карьера
Окончил Военно-морскую академию в Миссури.
На летних Олимпийских играх в Хельсинки (1952) завоевал золотую медаль в составе «восьмёрки». Также трижды побеждал на национальных первенствах.
После окончания института продолжил карьеру в качестве морского офицера, окончил аспирантуру в области ядерной энергетики в Массачусетском технологическом институте.